# Mimoniphona fasciculata
Mimoniphona fasciculata là một loài bọ cánh cứng trong họ Cerambycidae.